# Pointe des Mangles
La pointe des Mangles est un cap de Guadeloupe situé à Port-Louis. 

## Géographie
Il se situe au nord de Port-Louis et au sud de la pointe d'Antigues sur le trajet de la trace du Grand Cul-de-sac marin. Un autre sentier de découverte, faisant le tour du marais de Port-Louis, site naturel protégé du Conservatoire du Littoral, bifurque à la pointe des Mangles pour revenir à Port-Louis.

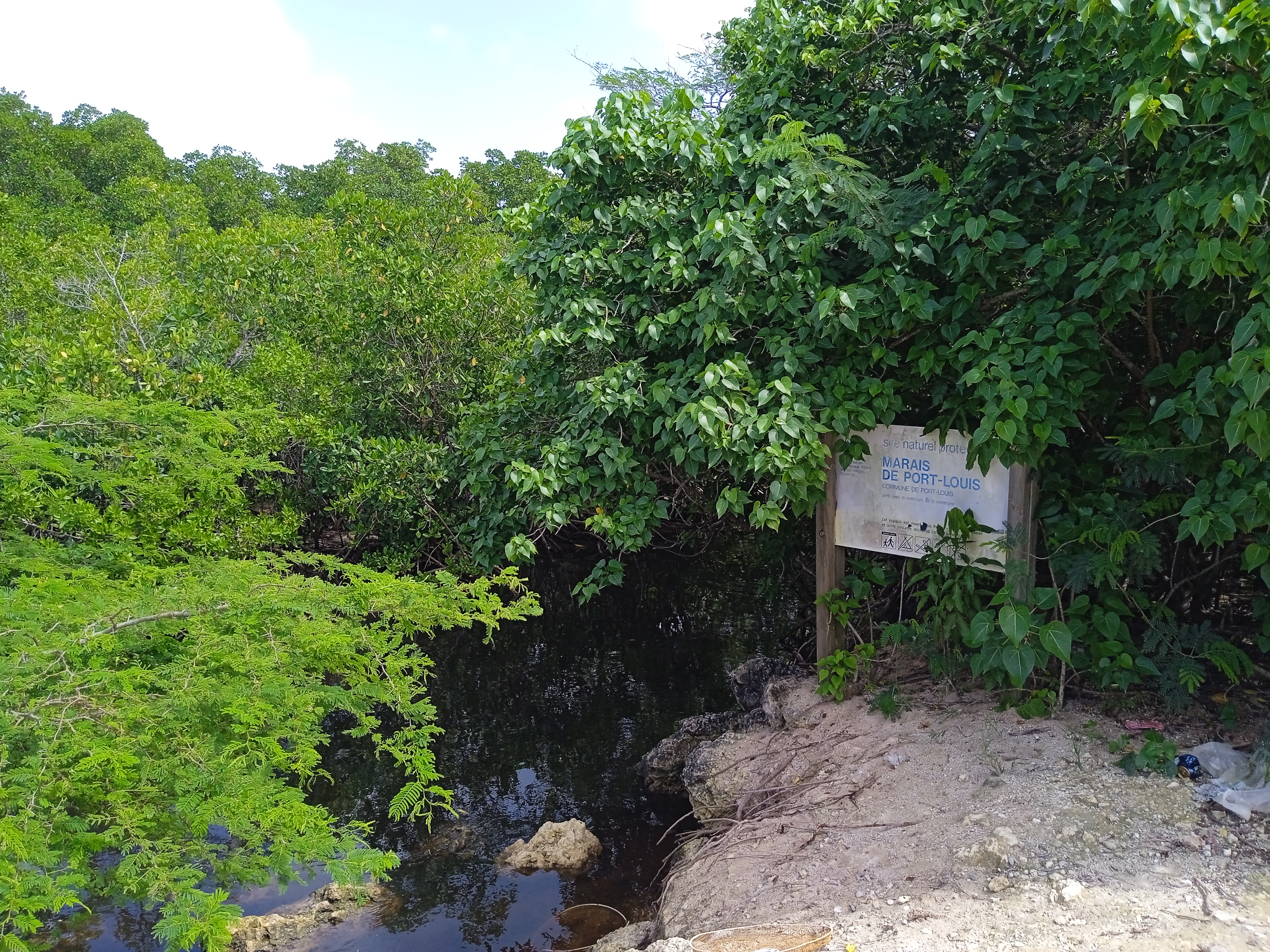
Site naturel protégé du marais de Port-Louis.
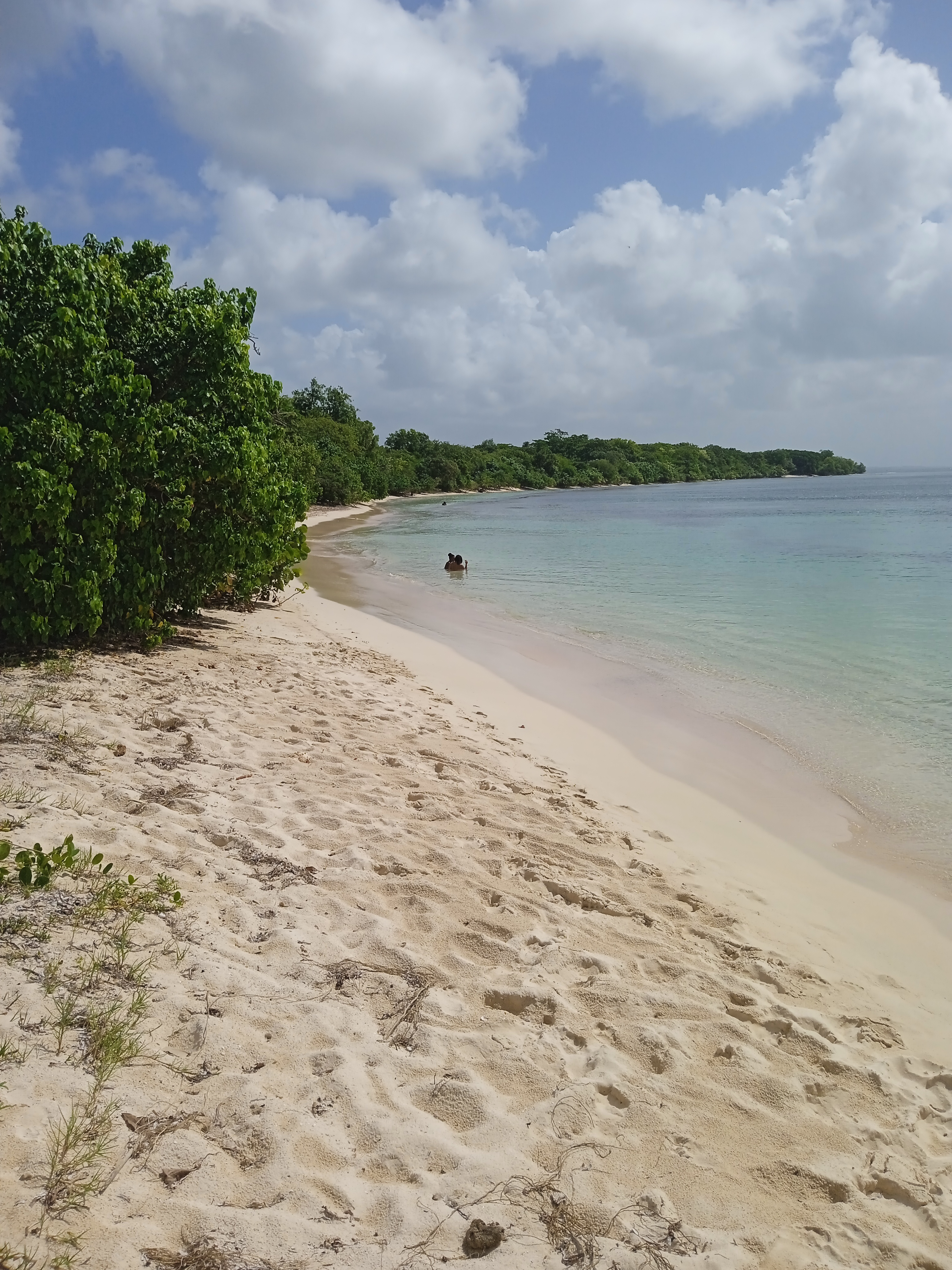
Plage de la pointe d'Antigues et pointe des Mangles.